# 张国华 (1914年)
张国华（1914年10月—1972年2月21日），原名张富桂，男，江西永新人，中国人民解放军中将，中国共产党及中华人民共和国军事将领和官员，参与了抗日战争，国共内战，并参与、指挥了解放军在西藏與中印邊境的军事行动。
张国华是第一、二、三屆中华人民共和国國防委員會委員，第一、二、三屆全國人大代表，中國共產黨第八次全國代表大會代表、第九屆中共中央委員。

## 生平

### 参加红军
张国华生于江西省永新县怀忠镇官山村一个贫苦家庭。早年曾在私塾念书4年多，但因家庭贫困而辍学。1929年，在第一次国共内战中，15岁的张国华参加了中国共产党领导的永新西北特区游击队，被编入王佐部，并任司号班长。在中央苏区的反围剿战斗中，张国华多次负伤，获中央军委授三等红星奖章。1930年，张国华加入中国共产主义青年团，1931年转为中国共产党党员。历任红四军十二师三十六团连支部书记，红一军团二师五团九连指导员、连长，红一军团政治教导队政委等职。1934年10月，张国华随红一方面军参加长征，于1935年10月抵达陕北。
1936年春，张国华随红军渡过黄河参加东征战役，在山西南部创建河东岛游击支队，张国华任政治部主任。

### 抗日战争
1938年8月，张国华随八路军115师东渡黄河赴晋西开展游击战争，历任115师政治部战士剧社社长、教育股长、115师直属队政治处主任。
1938年12月，张国华随部队从晋西进入山东。1939年1月，进入太行山区对日军展开反扫荡，张国华率直属部队两个连组成了鲁西工作团，于郓城、菏泽一带建立了鲁西抗日根据地，组建抗日第七支队并任政委。8月2日，张国华率部在郓城东北方向的梁山伏击日军板垣师团一个大队，消灭日军600多人。
1940年4月，鲁西军区成立，张国华任黄河支队政委。后来，黄河支队被改编为115师教导第四旅，并成立湖西军区。在张国华的领导下，湖西地区的军民共同反蚕食、反扫荡。截至1945年春，他们在大茫庄战斗、内黄战斗、大名战斗、卫南战斗等战斗中先后取得胜利。

### 第二次国共内战
1945年9月，张国华调任晋冀豫野战军第一纵队副政委兼政治部主任。同年11月担任第七纵队副政委。1946年11月，率部开入豫皖苏地区，任豫皖苏军区司令员，配合刘邓大军的行动。
1948年6月，豫皖苏军区升为一级军区，粟裕任司令员，张国华任副司令员。随后，张国华率部参加淮海战役，因战绩卓著而受到司令员陈毅表扬。1949年2月18日，奉中央军委电令，中国人民解放军第二野战军第五兵团第十八军组建，张国华任军长。此后，张国华率第十八军先后参加渡江战役、衡宝战役等。7月28日，张国华率部攻占了家乡永新县。

### 西藏任职

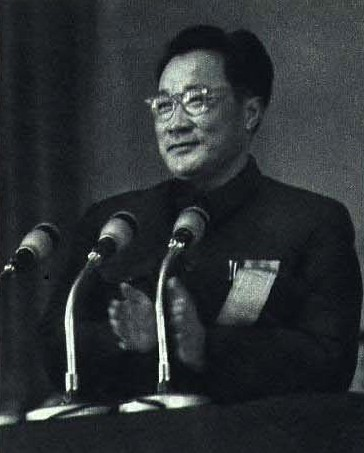
1965年张国华参加西藏自治区第一届人大第一次会议

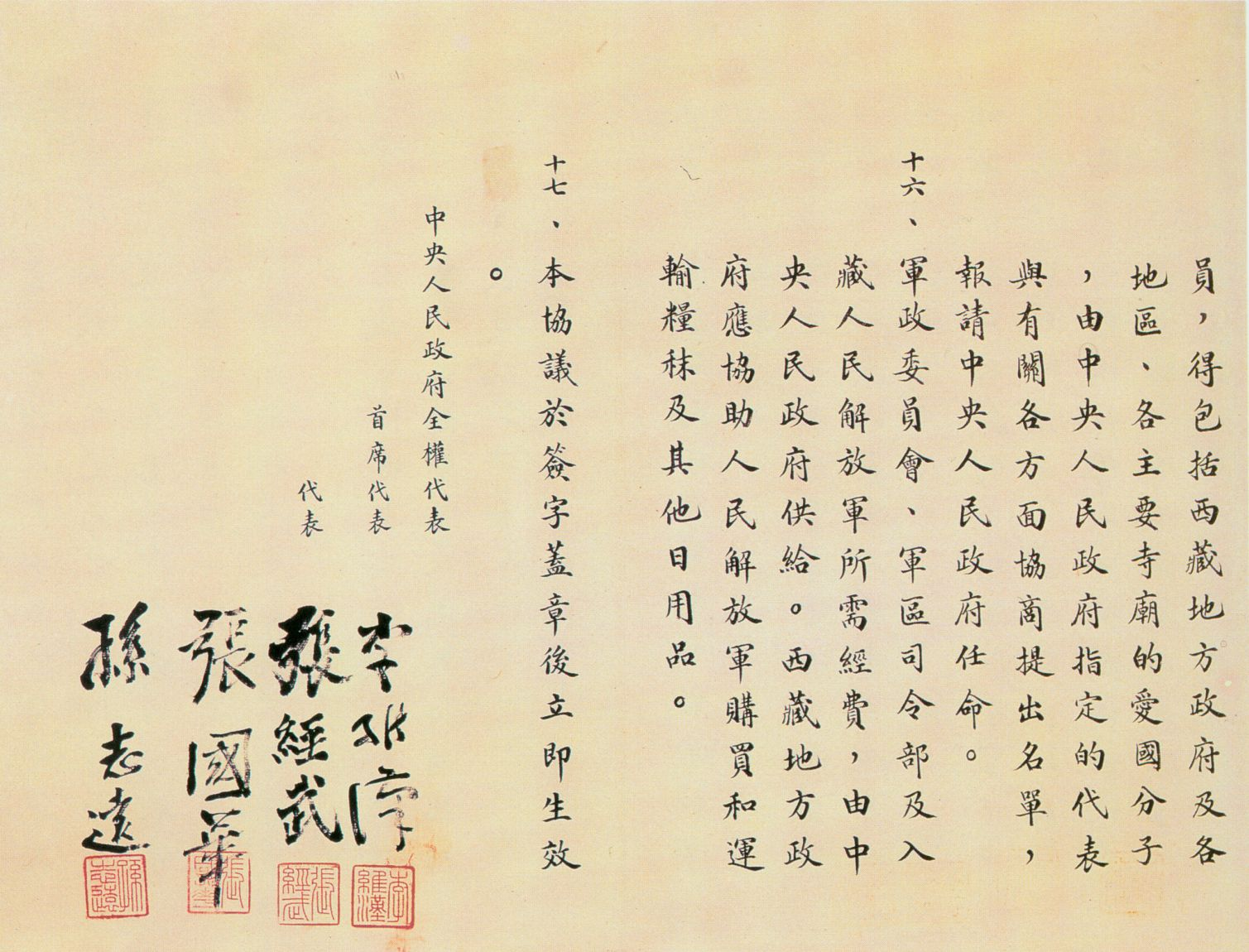
张国华参与签署的《十七条协议》署名

1950年1月24日，经中共中央批准，中共西藏工委成立，张经武任第一书记，张国华任第二书记，率中国人民解放军第十八军进藏。1950年10月7日，张国华指挥打响了昌都战役，此后成功攻占昌都，迫使西藏噶厦政府派代表到北京进行谈判，达成了《十七条协议》。1951年10月，张国华率部进驻西藏拉萨。1952年2月，张国华任中共西藏工委第一书记、西藏军区司令员、中国共产党西藏自治区委员会第一书记。1955年，张国华获授中将军衔。
1959年3月，拉萨发生骚乱，张国华奉中共中央指示，鎮壓民變。
1962年，张国华奉命指挥中印战争，歼敌8000多人，获得胜利。

### 四川任职
1967年，张国华调任成都军区第一政委、中共四川省委第一书记、四川省革命委员会主任。
文化大革命期間，約有兩萬名漢人進入西藏地區，與張國華所領導的西藏軍區爆發衝突，1968年9月新華社發佈消息：「在階級鬥爭的暴風驟雨中，革命委員會作為新西藏政府的形式正式成立」，军区最終不敵紅衛兵的攻勢，張國華逃往四川。
1972年2月21日，张国华在四川成都病逝，得年57岁。 